# Richwiller
Richwiller là một xã ở tỉnh Haut-Rhin trong vùng Grand Est ở đông bắc Pháp. Xã này có diện tích 5,55 km², dân số năm 1999 là 3425 người. Khu vực này có độ cao 247 mét trên mực nước biển.